# Vimieiro (Braga)
Vimieiro oder Santana de Vimeiro ist ein Ort und eine ehemalige Gemeinde (Freguesia) im Norden Portugals.

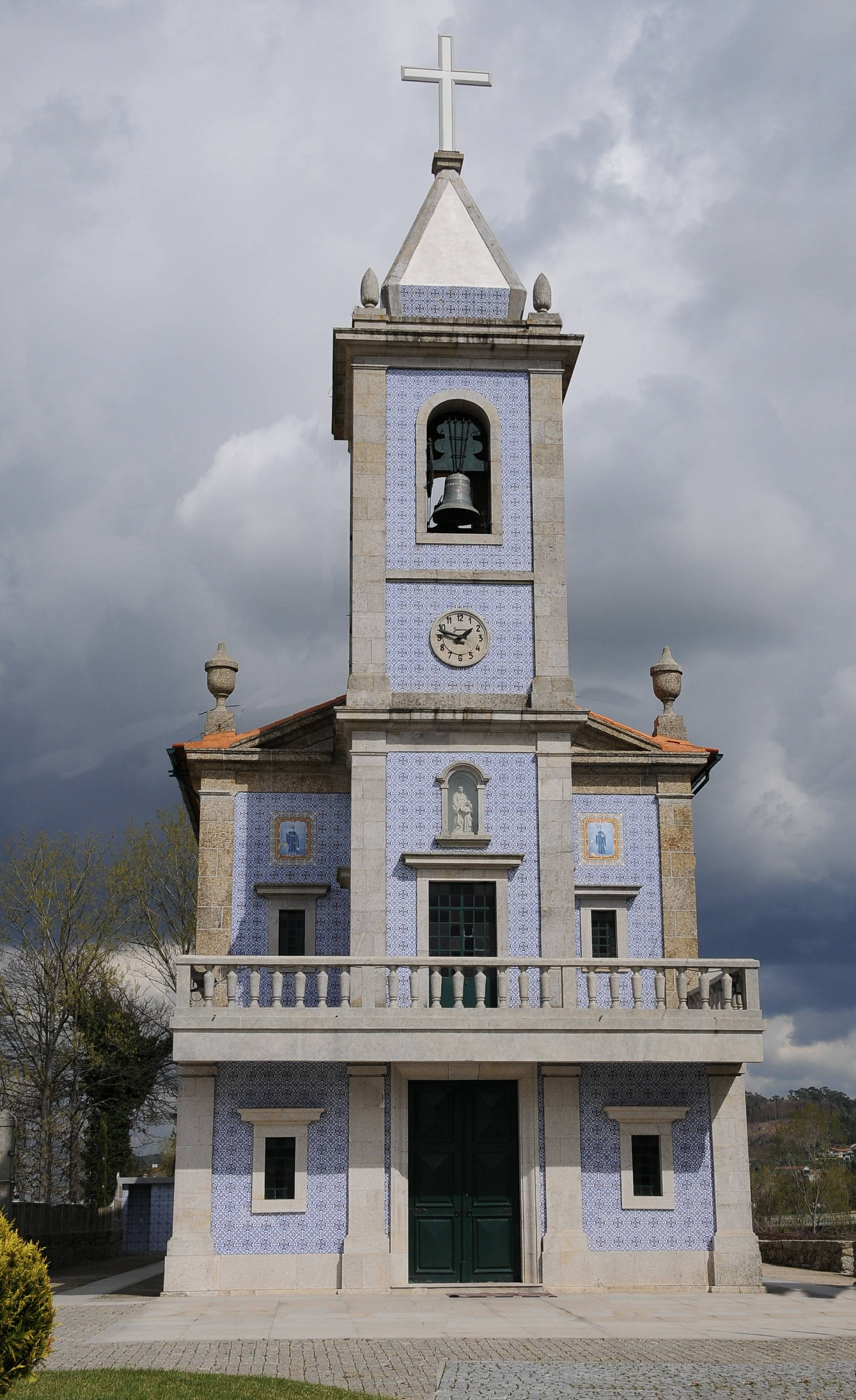
Kirche von Vimieiro

Vimieiro gehört zum Kreis Braga im gleichnamigen Distrikt Braga. Die Gemeinde hatte eine Fläche von 2,9 km² und 1229 Einwohner (Stand 30. Juni 2011).
Am 29. September 2013 wurden die Gemeinden Vimieiro, Celeirós und Aveleda zur neuen Gemeinde União das Freguesias de Celeirós, Aveleda e Vimieiro zusammengeschlossen.